# عبدالعزیز راشدی
عبدالعزیز راشدی (زاده ۱۳۲۲ - ۲ آبان ۱۳۵۹) سیاست‌مدار و مدیر ارشد اجرایی ایرانی بود، که در دوره بیست و چهارم مجلس شورای ملی بعنوان نماینده ماهشهر از استان خوزستان در مجلس شورای ملی حضور داشت.که توسط خلخالی بدون محاکمه اعدام شد